# Larry Rothschild
Pour les articles homonymes, voir Rothschild.
Lawrence Lee Rothschild (né le 12 mars 1954 à Chicago, Illinois, États-Unis) est un ancien lanceur droitier, manager et instructeur de baseball. 
Rothschild a joué dans les Ligues majeures avec les Tigers de Détroit en 1981 et 1982. En 1998, il devient le premier gérant de l'histoire des Rays de Tampa Bay, qu'il dirige à leurs trois premières saisons, jusqu'au début de l'année 2001. 
Instructeur des lanceurs des Cubs de Chicago durant neuf ans (2002-2010), Rothschild devient instructeur des lanceurs des Yankees de New York en 2011.
 

## Carrière de joueur
Larry Rothschild joue en 1974 et 1975 pour les Seminoles de l'université d'État de Floride. Il signe son premier contrat professionnel en 1975 avec les Reds de Cincinnati. Sa carrière de joueur se déroule principalement en ligues mineures, où ce lanceur droitier évolue de 1975 à 1985 avec des clubs affiliés aux Reds, aux Tigers de Détroit, aux Padres de San Diego, aux White Sox de Chicago et aux Cubs de Chicago. 
Passé aux Tigers de Détroit le 8 décembre 1980, c'est avec cette franchise qu'il atteint les Ligues majeures le 11 septembre 1981. Il ne joue que 7 parties en 1981 et 1982. En 8 manches et un tiers comme lanceur de relève des Tigers, il accorde 5 points pour une moyenne de points mérités de 5,40 avec aucune victoire, aucune défaite, un sauvetage et un retrait sur des prises. 

## Carrière d'entraîneur
Après sa retraite de joueur, Larry Rothschild débute comme instructeur des lanceurs en ligues mineures pour la franchise des Reds de Cincinnati. Il y est employé de 1986 à 1989 avant de joindre le personnel d'instructeurs du club des majeures en 1990. Il est leur instructeur de l'enclos des releveurs en 1990-1991 et instructeur des lanceurs en 1992-1993. Il savoure la conquête de la Série mondiale 1990 avec les Reds, qui comptent un célèbre trio de releveurs (Rob Dibble, Norm Charlton, Randy Myers) surnommé les Nasty Boys, que Rothschild supervise.
En 1994, il est instructeur des lanceurs en ligues mineures dans l'organisation des Braves d'Atlanta.
En 1995, il rejoint les Marlins de la Floride comme instructeurs des lanceurs pendant 3 saisons, marquées par la conquête de la Série mondiale 1997 par la jeune franchise.

### Devil Rays de Tampa Bay
Le 7 novembre 1997, Larry Rothschild est nommé premier gérant de l'histoire des Devil Rays de Tampa Bay, une nouvelle franchise qui joint la Ligue américaine en 1998. Rothschild est à la barre du club pour leur toute première partie le 31 mars 1998 et leur première victoire le 1er avril 1998 sur les Tigers de Détroit. Comme c'est souvent le cas pour une équipe d'expansion, les succès ne sont pas au rendez-vous pour les Devil Rays, qui terminent au dernier rang de leur division lors des trois saisons complètes où ils sont dirigés par Rothschild. Gagnants de 63 parties contre 99 défaites en 1998, les Rays remportent 69 victoires à chacune des deux saisons suivantes. En 2000, il est invité par le manager des Yankees de New York Joe Torre à être à ses côtés lors du match des étoiles à Atlanta. 
Le 18 avril 2001, après 4 victoires et 10 défaites des Rays, le club congédie Rothschild et le remplace par son adjoint Hal McRae. En 499 parties à la barre de la franchise, Rothschild a savouré 205 victoires et assisté à 294 défaites des Devil Rays, pour un pourcentage de victoires de ,411. Ces 205 gains demeurent un record de franchise jusqu'à ce qu'il soit battu par Joe Maddon en août 2008.
Rothschild termine l'année 2001 comme consultant pour les Marlins de la Floride.

### Cubs de Chicago

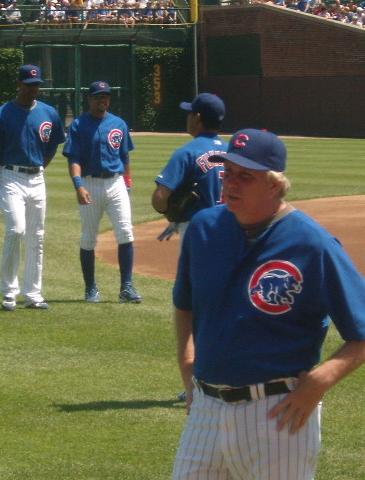
Rothschild en 2008 avec les Cubs de Chicago.

En 2002, il est engagé par les Cubs de Chicago, pour qui il est instructeur des lanceurs pendant 9 saisons. Les lanceurs des Cubs mènent les Ligues majeures pour les retraits sur des prises au cours de ses 7 premières années. En 2003, ils établissent l'actuel record de 1404 retraits sur des prises au total en une saison. La moyenne de points mérités collective des lanceurs des Cubs est parmi les cinq meilleures des équipes de la Ligue nationale pendant trois saisons consécutives (2007-2009), une première pour la franchise depuis les années 1940. Les blessures subies par certains lanceurs, en particulier les partants Kerry Wood et Mark Prior, marquent ses années à Chicago, et les Cubs, notamment le gérant Dusty Baker, sont souvent montrés du doigt pour leur utilisation de ces artilleurs. Rothschild est connu pour être l'un des rares à pouvoir ramener sur terre le talentueux mais colérique lanceur Carlos Zambrano, qui annonce publiquement son désir de voir Rothschild revenir avec le club pour une 10e saison en 2011.

### Yankees de New York
Rothschild est engagé comme instructeur des lanceurs des Yankees de New York le 20 novembre 2010 et entre en fonctions la saison suivante.